# Bărcevo, Smolean
Bărcevo (în bulgară Бърчево) este un sat în comuna Rudozem, regiunea Smolean,  Bulgaria. 

## Demografie
Componența etnică a satului Bărcevo
     Bulgari (95,93%)
     Nicio identificare (2,53%)
     Altele (1,52%)
La recensământul din 2011, populația satului Bărcevo era de 197 locuitori. Din punct de vedere etnic, majoritatea locuitorilor (95,93%) erau bulgari. Pentru 2,53% din locuitori nu este cunoscută apartenența etnică.